# Casa-fàbrica Sancho
La casa-fàbrica Sancho, també coneguda com a Villegas, és un edifici situat al carrer de Sant Pere Més Alt, 19 de Barcelona, catalogat com a bé amb elements d'interès (categoria C).

## Història i descripció
El 1829, el propietari Joaquim Sancho i Alemany va demanar permís per a construir una casa-fàbrica segons el projecte del mestre de cases Pere Camps. El 1845 va establir un conveni amb el seu veí Ramon Obiols]], propietari del núm. 17, sobre les servituds a l'entorn d'un pati que es trobava entre ambdues propietats i on havia un repartidor d'aigua.
A la seva mort el 1852, la finca passà a mans de la seva vídua Maria Antònia Prat i Berenguer. També hi vivien el procurador Claudi Sancho i Prat i l'advocat Domènec Sancho i Prat, fills del matrimoni. El 1857 hi havia la fàbrica d'estampats de Bonaventura Villegas, que pel que sembla, tenia com a soci el seu gendre Bru Cistaré i Mas, que pertanyia a una nissaga de paraires d'Igualada com el seu fill Miquel Cistaré i Ribera, que es va fer càrrec de la fàbrica a la mort de Villegas. Miquel Cistaré era, a més, soci de Francesc Maynou en una altra fàbrica d'estampats al carrer del Bou de Sant Pere, 3, on el 1863 van demanar permís per a instal·lar una màquina de vapor de 3 CV.

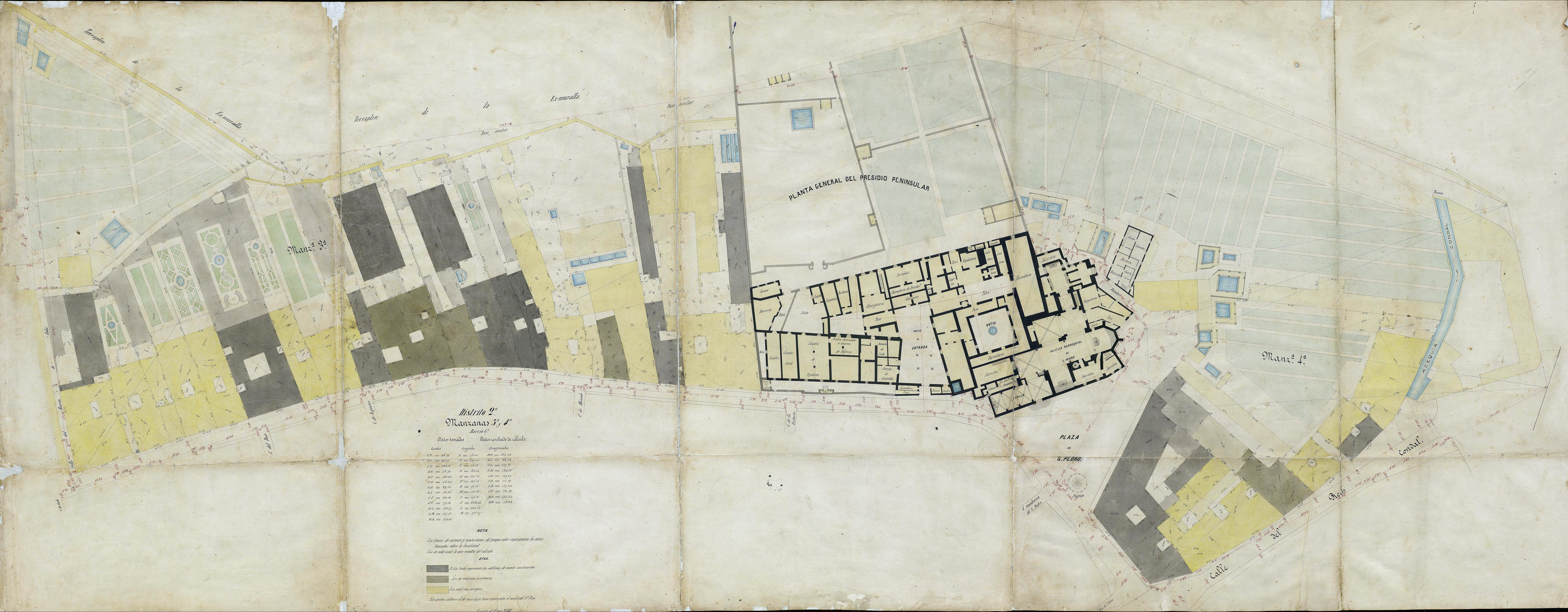
Quarteró núm. 40 de Garriga i Roca (c. 1860)

La vídua Prat va morir el 1876, i poc després, la finca va ser posada en subhasta per ordre judicial, essent descrita com: «consta de bajos con una tienda y un almacen con sus cuadras detrás y cuatro pisos de una habitacion el primero y los demás dos, y terrado, ocupando dicha casa y demás dependencias, una estension de seiscientos trenta y tres metros cincuenta y cinco decímetros cuadrados».